# Střela (Berounka)
Die Střela (deutsch Schnella) ist ein linker Nebenfluss der Berounka (Beraun) in  Tschechien.
Sie entspringt im Tepler Hochland bei Toužim (Theusing) und fließt in östlicher Richtung durch Žlutice (Luditz), Rabštejn nad Střelou (Rabenstein an der Schnella) und Plasy (Plaß). Der Fluss wird in der Talsperre Žlutice gestaut.
Nach 97 km mündet die Střela bei Liblín in die Berounka (Beraun).